# 金田一司
金田 一司（かねだ かずし、1953年 - ) は日本の木彫工芸家、芸術家、アーティスト。石川県白山市在住。日本の工芸の本来の美しさの中に、人々の心を癒す深い優しさを秘めた作品が定評であり、日本国内で評価を得ている。石川県白山市にて創作活動を続けている。

## 所属団体
- 日展会友
- 日本新工芸家連盟会員
- 現代美展会友
- 白山麓作家会議会員
- 金沢美術工芸大学・非常勤講師[2]
- 石川県挽物轆轤技術研修所・非常勤講師
- 北国新聞文化センター・講師
- 市民工房うるわし・講師

## 経歴
- 1953年 石川県白山市河内町に生まれる
- 1974～1979年 富山県南栃市井波にて木彫業に従事
- 1977年 全国職業訓練校展・特選受賞
- 1979年 第1回 日本新工芸展・初入選
- 1980年 独立・開業
- 1986年 第8回 日本新工芸展・新工芸賞受賞、第18回 日展・初入賞
- 1987年 日本新工芸家連盟会員に推挙
- 1988年 第20回 日展・入選
- 1989年 第21回 日展・入選
- 1990年 第41回 富山県勤労者美術展 審査員
- 1991年 第23回 日展・入選
- 1992年 第24回 日展・入選
- 1993年 第15回 日本新工芸展 審査員・以後3回、第25回 日展・入選。石川県白山市河内町に工房を開設
- 1995年 第27回 日展・入選
- 1996年 第28回 日展・入選
- 1997年 第29回 日展・入選
- 1998年 第30回 日展・入選
- 1999年 第31回 日展・入選
- 2000年 第32回 日展・入選
- 2002年 第34回 日展・入選
- 2003年 第17回 日本新工芸石川会展 北国新聞社長賞受賞
- 2004年 第18回 日本新工芸石川会展 金沢市長賞受賞、第36回 日展・入選
- 2005年 第27回 日本新工芸展 上野の森美術館賞受賞、第37回 日展・入選
- 2006年 第38回 日展・入選
- 2008年 第40回 日展・入選
- 2009年 第41回 日展・入選
- 2011年 第67回 現代美展 北国賞受賞、第43回 日展・入賞
- 2012年 第44回 日展・入選
- 2013年 第35回 日本新工芸展 会員佳作賞受賞、第45回 日展・入選